# Linum usitatissimum

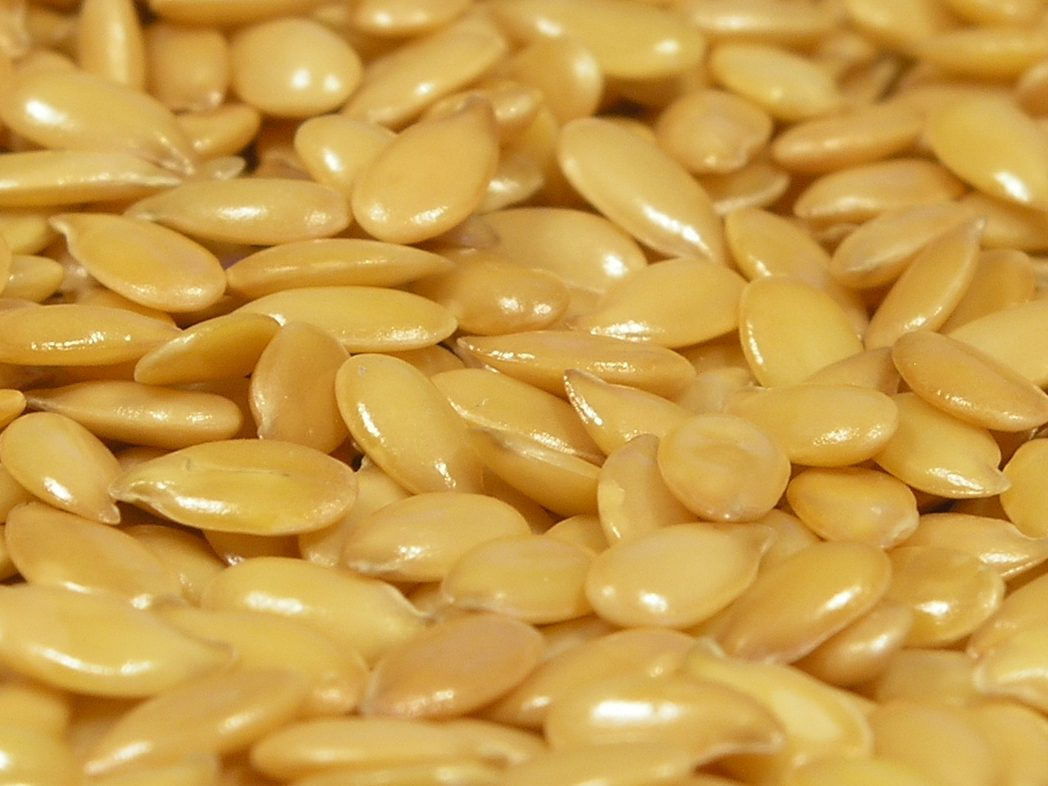
Semi di lino

Il lino comune (Linum usitatissimum L., 1753) è una pianta della famiglia delle Linacee.

## Storia
È stata una delle prime colture domesticate: fin dall'antichità è stato ampiamente coltivato in Etiopia e in Egitto; in una grotta, nella Repubblica della Georgia, sono state trovate fibre di lino tinte, databili al 30000 a.C.
Si stima che la coltivazione del lino, probabilmente originario della zona compresa tra il Golfo Persico, il Mar Caspio e il Mar Nero, risalga a circa 8.000 anni fa, ma si può dire che la sua storia abbia avuto inizio nell’epoca Neolitica, tra il 3000 e il 1000 a.C.. Intorno al 3700 a.C., dall’ Egitto, dove se ne utilizzava l’olio per confezionare unguenti e le fibre per l’abbigliamento e per fasciare le mummie, si esportava a Roma, in Grecia, in Irlanda, in Inghilterra, in Bretagna e anche in Spagna. In seguito la coltura e la lavorazione della sua fibra si svilupparono in tutto l’Impero romano. A partire dal 1700 a.C., le esportazioni di lino stigliato e tessuto raggiungono l’India e poi la Cina.
La coltivazione e lavorazione del lino richiedono molta acqua e dunque la coltivazione si è diffusa laddove maggiori erano le disponibilità idriche. Fra il XII ed il XIV secolo il lino si estese dai paesi del bacino del Mediterraneo alla Francia, alle Fiandre, all'Inghilterra, alla Germania, alla Russia. Nel XVII secolo gli artigiani protestanti delle Fiandre si trasferirono nelle province settentrionali dei Paesi Bassi e quelli francesi in Irlanda e Scozia, imprimendo ulteriore sviluppo al settore. Nella prima metà del XX secolo, la localizzazione dell'industria continua ad accentrarsi nell'Irlanda del Nord, in Scozia e nello Yorkshire, in Germania che importa materia prima dal Belgio, dalla Lituania, dalla Russia e dalla Lettonia, filati dalla Cecoslovacchia, dal Belgio, dall' Estonia ed esporta tessuti per lo più negli Stati Uniti.
L’età moderna segnò l’inizio del suo declino con l’affermazione di fibre naturali alternative (principalmente il cotone) e successivamente delle fibre sintetiche. In Europa, dopo aver raggiunto la massima espansione verso la metà del XIX secolo, andò progressivamente perdendo terreno. Nel XXI secolo la coltivazione del lino in Europa copre 75.000 ettari ed il Nord della Francia è leader mondiale nel settore delle fibre di lino. Apparso nel continente nordamericano circa quattrocento anni fa, il lino si è diffuso in tutto il continente.

## Caratteri botanici

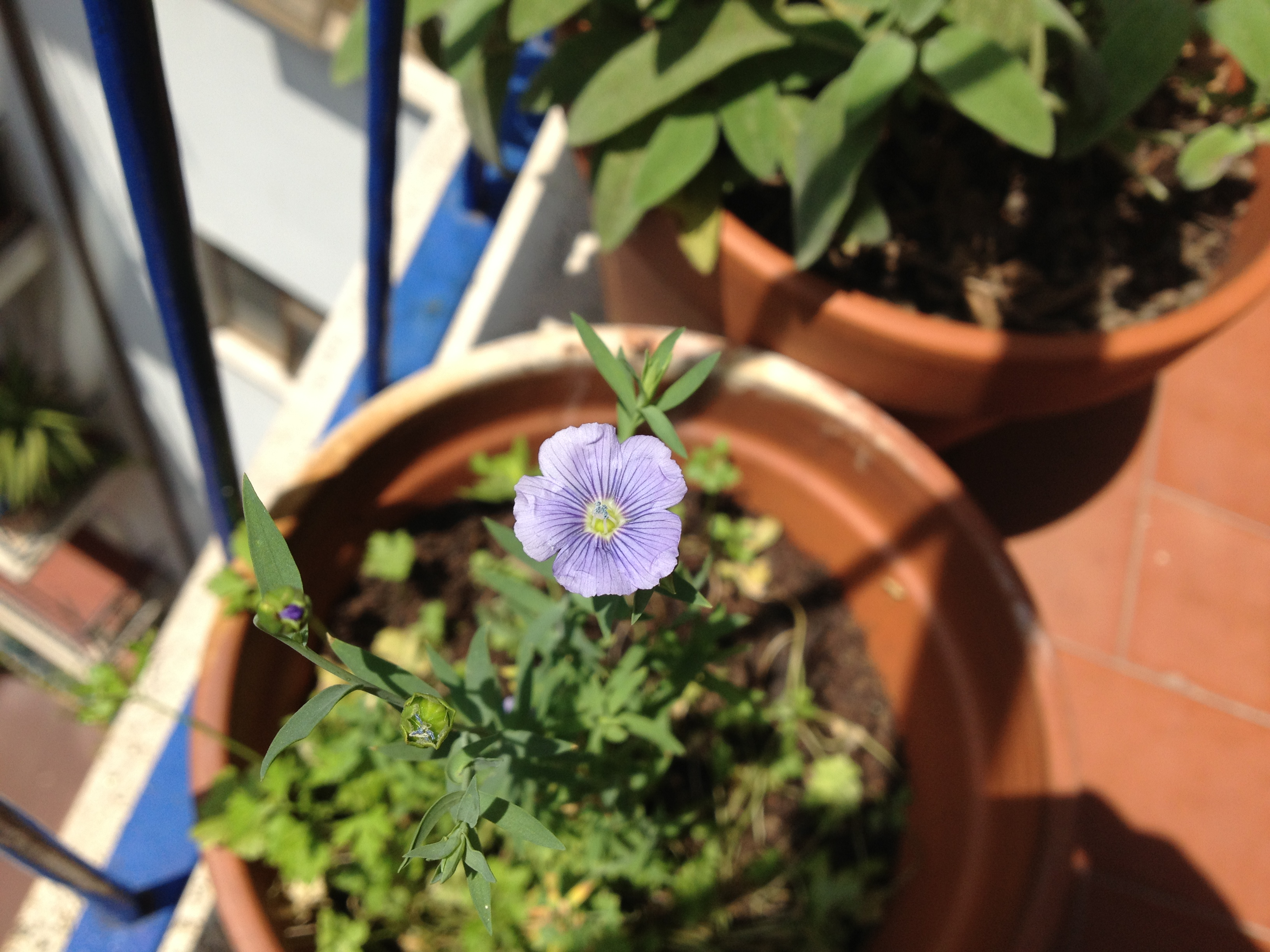
Fiore di lino coltivato in vaso

È una pianta erbacea annuale con un ciclo vegetativo di tre-quattro mesi, ha radice fittonante ed è alta tra i 30 e i 60 cm con fusto eretto, molto fragile, ramificato nella parte finale. Nella corteccia del fusto sono presenti da 20 a 35 fasci di fibre della lunghezza di 20–50 mm e di 16-25 μm di diametro. I fasci di fibre sono avvolti in sostanze gommose, dette pectine, che li fanno aderire alle cellule della corteccia. Le foglie sono alterne, sessili o brevemente picciolate, lanceolate, intere, strette, glabre. I fiori sono solitari o riuniti in corimbi, grandi, di colore azzurro-cielo con 5 sepali, 5 petali e 5 stami gialli. La fioritura, scalare, dura dai 10 ai 20 giorni. I frutti sono capsule ciascuna contenente due semi di piccole dimensioni, leggeri, lisci, piatti, lucidi, e di colore dal bruno scuro al giallo paglierino, a seconda delle varietà, e ricchi di olio.
Il lino da fibra comprende forme a taglia alta, stelo elastico, fibre lunghe e duttili, infiorescenze ridotte, semi piccoli, mentre quello da olio comprende forme a taglia ridotta, a portamento rigido, con steli brevi e robusti, ramificati alla base, con semi più grandi.

## Esigenze ambientali, operazioni colturali e post-raccolta

### Esigenze ambientali
La coltura del lino è diffusa in tutti i continenti, in situazioni edafiche e climatiche anche molto differenti. Il lino da seme viene coltivato in una gamma abbastanza ampia di condizioni, mentre il lino da fibra richiede abbondante umidità e clima fresco durante la stagione di crescita e caldo e secco durante la raccolta.
La temperatura ottimale per la coltivazione è intorno ai 10 °C per la germinazione del seme, 15 °C per la fioritura e 20 °C per la maturazione; le temperature superiori ai 30 °C sono mal sopportate. Il lino da tiglio sopporta male condizioni di carenza idrica soprattutto nella prima metà del ciclo e predilige terreni tendenzialmente acidi, non salini, ricchi e profondi, ben strutturati, possibilmente di medio impasto o leggeri, ben drenati, ma con buona ritenzione idrica. L’eccesso di azoto ne può favorire l’allettamento, cui va soggetto.

### Tecnica colturale
Il lino è una coltura molto tecnica che richiede know-how ed alcune attrezzature specifiche.
Nella rotazione il lino da fibra apre la rotazione o succede a un prato o a un cereale vernino, mentre quello da seme segue una coltura da rinnovo. È bene che il lino non torni sullo stesso terreno prima di cinque-sei anni, per evitare la stanchezza del terreno e prevenire lo sviluppo di parassiti e malattie. Gli insetti più frequenti e dannosi sono le altiche e i tripidi. Tra i parassiti fungini, Botrytis cinerea, agente del marciume grigio, che è il più dannoso, Pythium sp., Asterocystis radicis, Thielaviopsis basicola, oidio e sclerotina.
Le quantità di fertilizzanti da apportare alla coltura da fibra sono contenute: non più di 40-50 Kg/ha di azoto, 70 Kg/ha di fosforo ed altrettanti di potassio. La semina va realizzata in primavera, su un suolo ben preparato con un’aratura profonda e un paio di erpicature, per assicurare una germinazione rapida, regolare e un buon sviluppo del sistema radicale delle piantine. In Canada si è sperimentata con successo la coltivazione con lavorazione presemina minima o nulla. L’investimento ottimale, che si aggira attorno a 1.800-2.000 piante per metro quadrato, si può ottenere seminando - alla profondità di 2–4 cm - 120-140 Kg di seme su file distanti 8–10 cm. Per conseguire un raccolto pulito dalle infestanti, si praticano diserbi in pre-emergenza. Negli ambienti semiaridi, la coltura necessita due o tre interventi irrigui.
La raccolta si effettua quando il terzo inferiore dello stelo ha perduto le foglie. Le piante devono essere estirpate dal terreno in modo da assicurare la massima lunghezza utile della fibra, presente anche nella radice. Le piante vengono disposte in andane, esposte all’azione del sole, della rugiada e della pioggia e rivoltate periodicamente per favorire la macerazione della corteccia, che serve a disgregare la pectina permettendo alle fibre di separarsi dal resto dello stelo. Alla macerazione presiedono speciali enzimi prodotti da batteri che proliferano negli steli stesi sui campi dopo l'estirpazione (macerazione a terra). La macerazione si può anche conseguire immergendo i fusti tagliati in acqua stagnante. La raccolta delle andane si realizza alla conclusione della macerazione. La resa varia da 35 q/ha (in Italia) a 68 quintali ad ettaro (in Francia) di paglia essiccata. Tutte le operazioni colturali sono eseguite con mezzi meccanici.
Per la coltura da olio si impiegano una semina più rada con 80–90 kg/ha di seme e una concimazione azotata più elevata. La raccolta si esegue con la mietitrebbiatrice da grano, quando le capsule si sono imbrunite; la resa può arrivare a 20-25 q.li/ha.

### Operazioni post-raccolta
Dopo la macerazione, gli steli vengono sottoposti all’essiccamento, poi alla sgranatura, alla gramolatura (maciullatura della paglia) e alla stigliatura, con la quale si separano le fibre tessili dal restante materiale corticale e legnoso. la filaccia che se ne ricava viene distinta in fibre lunghe (il "lungo tiglio") e corte (la "stoppa"). Il lungo tiglio è sottoposto alla pettinatura per eliminare i frammenti corticali e legnosi rimasti impigliati nelle fibre. Alla pettinatura segue la filatura. I semi, destinati alla semina dell’anno seguente, sono separati dalla paglia con una sgranatrice.

## Cultivar
Nel mondo ci sono circa 10.000 linee pure o ecotipi conservati nelle collezioni. Ci sono più di 200 varietà coltivate nell'elenco OCSE per il commercio internazionale; nell'Unione Europea ce ne sono 180.
In tutto il mondo esistono 84 banche di risorse genetiche vegetali di lino. Le principali collezioni nazionali (compreso il lino selvatico, circa 200 nel mondo) sono in Russia, Romania, Canada, Etiopia, Stati Uniti, Cina e Francia.
Le varietà moderne di lino da tiglio si caratterizzano per l’importanza dello stelo unico, il corto ciclo vegetativo, la resistenza all’allettamento ed ai parassiti, la produttività e le qualità tecnologiche delle fibre. La gamma delle varietà è molto ampia ed i criteri di scelta dipendono dalle condizioni specifiche di coltivazione, tenendo presente i problemi delle malattie e la natura dei suoli.

## Posizione nell’ecosistema
Secondo il Rapporto della Commissione al Consiglio e al Parlamento Europeo del 20 maggio 2008 “la coltivazione del lino ha effetti positivi sulla diversità degli ecosistemi e offre un benefico stacco ambientale per la qualità del suolo, la biodiversità e i paesaggi”.
Il lino è una specie da considerarsi a basso impatto ambientale, infatti non solo richiede ridotte concimazioni, ma la robustezza della sua fibra allunga il ciclo di vita dei prodotti ottenuti e anche alla fine del ciclo, essendo 100% naturali, sono totalmente biodegradabili. È considerato miglioratore del terreno, perché ha un basso bisogno di input, quali fertilizzanti, antiparassitari e diserbanti, e soprattutto per l’apparato radicale che si sviluppa in profondità, apportando un miglioramento della struttura e della fertilità del terreno.

## Produzione e scambi commerciali

### Produzione
Nel mondo sono coltivati circa quattro milioni di ettari di lino dei quali 3,5 milioni per la produzione di olio.
Il lino da fibra rappresenta meno dell'1% della produzione mondiale di fibre tessili. L'UE (Francia, Belgio, Paesi Bassi e Germania) partecipa per il 75-80% alla produzione mondiale di fibra su una superficie che è passata da 55.000 ettari nel 2010 a 147.000 ettari nel 2021, per soddisfare una dinamica domanda globale. Una parte significativa della produzione viene effettuata anche nell'Europa dell'Est.
Ciò va messo in relazione con l’incremento della redditività della filiera: negli ultimi anni (dal 2016 al 2021), con una resa da 1,0 a 1,5 tonnellate di fibre lunghe per ettaro, i margini lordi del lino sono stati, in media, da tre a quattro volte superiori a quelli di colture convenzionali come grano e colza.
La produzione mondiale di semi è passata da 1,9 milioni di tonnellate nel 2010 a 3,4 milioni di tonnellate nel 2020, anno in cui il maggiore produttore è il Kazakhstan con il 31% del totale, seguito da Russia, Canada, Cina e India (dati FAOSTAT - FAO).

### Commercio internazionale
La Cina è il principale importatore di fibre di lino ed il principale produttore ed esportatore di filati e tessuti in tutto il mondo. Altri paesi importatori sono l’India, il Brasile ed il Messico.

## Usi
Il lino è coltivato sia per i suoi semi sia per la sua fibra. Mediamente il 70% del prodotto da fibra è costituito da paglia, il 12% dal seme ed il restante 18% dalla pula.

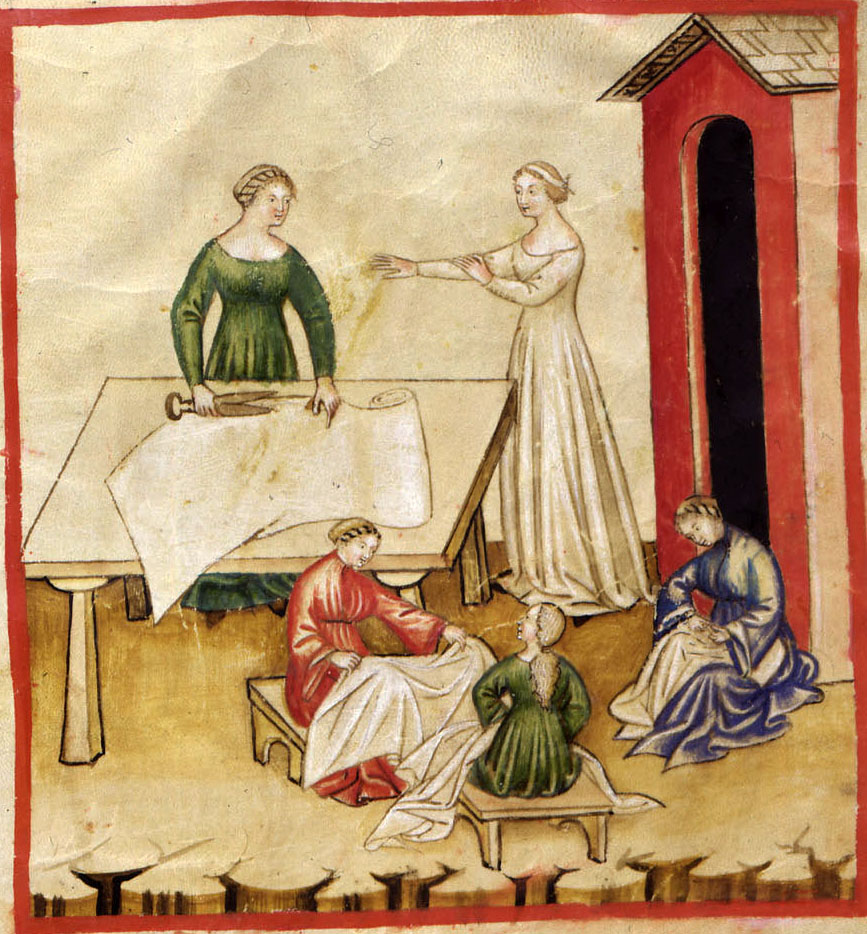
Taglio di tessuto di lino, Tacuina sanitatis, XIV sec., Roma, Biblioteca Casanatense

### In cucina
I principali prodotti alimentari che si ricavano dai semi di lino sono la farina e l'olio; la farina è di colore scuro. I semi - ricchi di acidi grassi a catena lunga - possono essere consumati anche in purezza, integri e secchi, oppure ammollati in acqua e consumati appena germogliano. I semi bagnati diventano leggermente viscidi, ma ciò non ne inficia le proprietà nutritive.
I semi contengono circa il 50-60% di olio. In abbinamento con l’olio d’oliva, l’olio di semi di lino riesce a soddisfare completamente il fabbisogno giornaliero del complesso di acidi grassi ed è usato come integratore alimentare.

### In medicina
I semi di lino erano conosciuti nella medicina popolare come lassativo; alcuni studi moderni sembrano confermare la validità di tale uso. Oggi, in fitoterapia l'olio di lino è anche consigliato come antinfiammatorio ed emolliente. Il lino contiene Omega-3, 6 e 9 e si ritiene che possa alleviare il diabete stabilizzando il livello di zuccheri nel sangue, ma il consumo eccessivo può ostacolare l'azione di alcuni medicinali somministrati oralmente, a causa del suo contenuto di fibre. I semi sono inoltre usati nella medicina popolare per realizzare impiastri contro la tosse secca.

### Nell'industria tessile

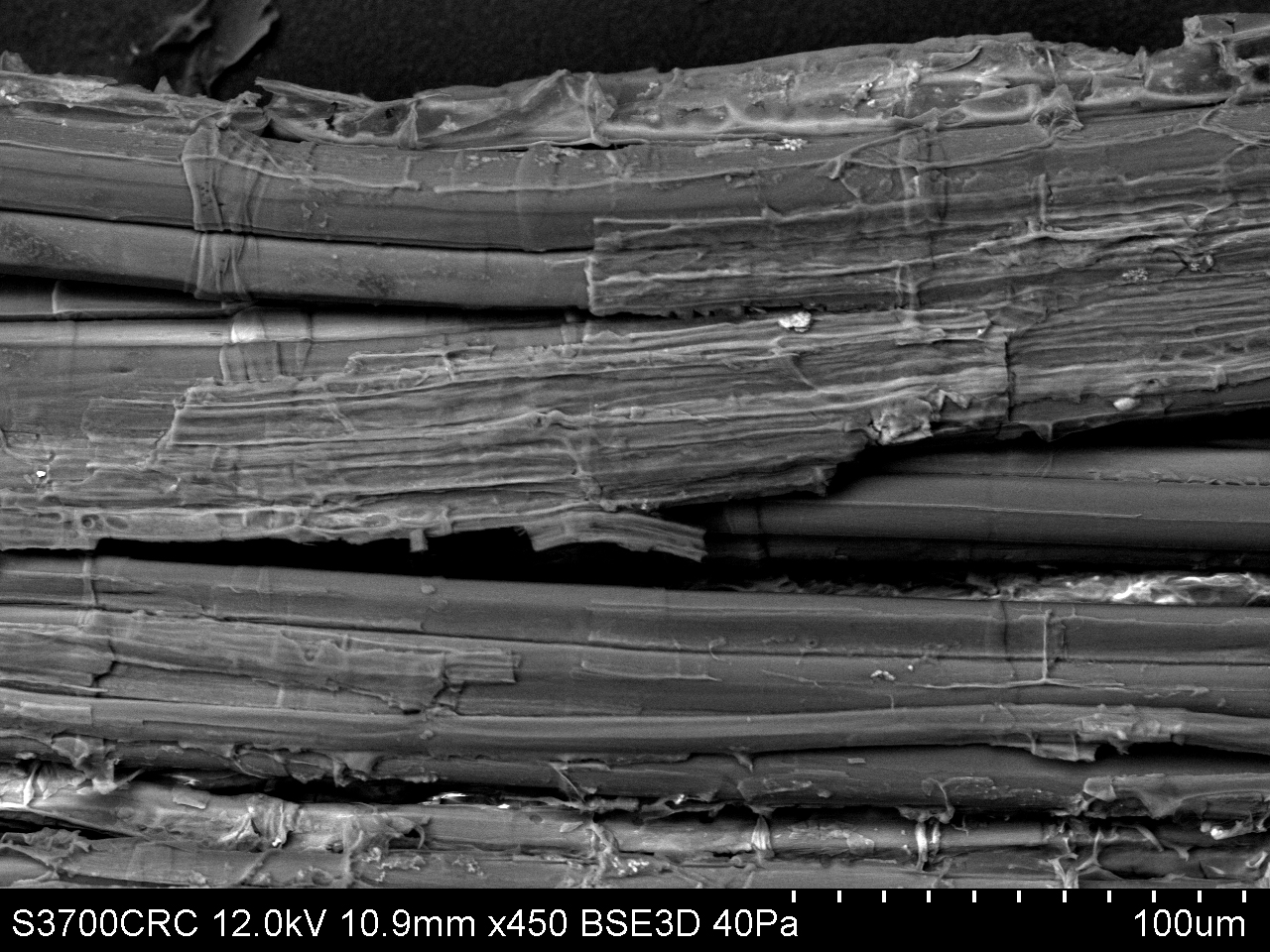
Fibre di lino non lavorate al microscopio

La paglia viene ritirata dai trasformatori che provvedono alla sua lavorazione per estrarre la fibra. Dalla stigliatura del materiale macerato si ottengono fibre lunghe e stoppa, entrambe impiegate nell’industria tessile, per l'abbigliamento e la biancheria, rivestimenti murali, tende e controsoffitti e cordame (anche per le reti da pesca).
La fibra è molto pregiata, morbida, flessibile e resistente; pur essendo qualitativamente superiore, il lino ha costi di produzione più alti di quelli del cotone. In Europa rappresentò la principale fibra tessile fino alla rivoluzione industriale quando venne in gran parte sostituito dal cotone.

### Altri usi
In campo cosmetico l'olio è la base per la preparazione di creme per capelli, shampoo, creme per il corpo, con proprietà emollienti e idratanti. Nell'industria delle vernici è usato come olio siccativo e diluente. Ha inoltre vari impieghi come ingrediente in prodotti per il trattamento del legno e la produzione di carte fini.
Fibre ed olio erano usati soprattutto fino agli anni Settanta del Novecento, per la fabbricazione del linoleum, materiale rigido con cui si ricoprivano pavimenti e pareti. Gli scarti della lavorazione costituiscono materiali utili per lettiere, produzione di energia, pannelli per l’isolamento termoacustico, alimentazione del bestiame e terricciati per colture orticole. Infine il lino è coltivato anche come pianta ornamentale da giardino.

## Nell'arte e nel folklore

### Nell’arte e nella cultura
“Il lino” è il titolo di un’istruttiva fiaba dello scrittore danese Hans Christian Andersen (1805 - 1875).
Quello del lino è il fiore nazionale della Bielorussia.
Il 25 giugno 1964 le Poste dell’Unione Sovietica hanno emesso un francobollo commemorativo da 16 copechi raffigurante steli e fiori di lino.
Nell’Irlanda del Nord il motivo del lino è stato adottato quale simbolo: i sei fiori indicano le sei contee che compongono il Paese, mentre la pianta stessa ricorda la storia e l'importanza di questa pianta nell'agricoltura e nelle sue industrie manifatturiere.
Inoltre, nel 1986 è stata emessa, con un conio totale di 10.409.501 pezzi, la moneta da una sterlina recante sul retro il disegno di una pianta di lino e il diadema reale che rappresentano l'Irlanda del Nord.
Due pittori belgi, attivi nello stesso periodo, hanno trovato interessante il momento della raccolta del lino: Modeste Huys (1874 – 1932) ed Emile Claus (1849 – 1924).
Vincent van Gogh (1853 - 1890), nel settembre 1889 poco prima della sua morte, dipinse “Contadina che stiglia il lino” a Saint-Rémy-de-Provence ispirandosi al disegno su carta di Jean-François Millet che fa parte della raccolta “The Labours of the Fields” esposta nello stesso Museo.
“Le filatrici di lino” sono opera dell’inglese Mark Senior (1864–1927).

### Musei
- Bruckbach Hoarstub’n Flax Museum (Austria) espone attrezzature per la coltivazione del lino[25].
- National Flax Museum in Courtrai (Belgio) copre tutte le fasi della coltivazione e della produzione del lino[26].
- Textile Museum of Canada ha una collezione di indumenti anche antichi di lino[27].
- The Flax Weawing Museum (Danimarca) illustra il processo di coltivazione e lavorazione dalla pianta al tessuto ed offre una vasta collezione di telai[28].
- Maison du Lin a Routot (Francia) espone strumenti e macchinari utilizzati per la raccolta e la lavorazione del lino[29].
- Irish Linen Centre & Lisburn Museum (Irlanda) propone una raccolta di manufatti e informazioni relativi all'industria del lino[30].
- Il Museo della seta, della canapa e del lino Pozzobon Marta in Girotto di Adro (BS, Italia) dispone di collezioni di strumenti e attrezzi per la filatura e la tessitura di canapa, lino e seta[31].
- Il Museo del Lino di Pescarolo (CR, Italia) presenta il lino dalla semina alla tessitura e la coltura del baco da seta fino alla trattura del filo[32].
- Museo del Costume Tradizionale e della Lavorazione del Lino di Busachi (OR, Italia) offre una collezione di attrezzature per la coltivazione e la lavorazione del lino[33].
- Museo Unico Regionale Arte Tessile Sarda di Samugheo (OR, Italia) raccoglie manufatti provenienti da diverse parti dell’isola[34].
- Museo dei Tessile di Chieri (TO, Italia) raccoglie attrezzi usati per la bachicoltura, per la filatura e tessitura di cotone e lino e seta[35].
- Ecomuseo della Val di Peio «Piccolo Mondo Alpino» di Celentino (TN, Italia) espone attrezzi per la lavorazione tradizionale del lino, dalla semina al tessuto[36].
- Museo degli Usi e Costumi della Gente Trentina di San Michele all’Adige (TN, Italia) espone attrezzature per la lavorazione di lino, canapa e lana[37].
- Upyte Linen Museum (Lituania) illustra le antiche tecniche tradizionali di coltivazione e produzione del lino ed espone strumenti, telai e una vasta gamma di manufatti di lino[38].
- Norwegian Folk Museum (Oslo, Norvegia) mostra strumenti e dispositivi usati per coltivare e produrre indumenti di lino[39].
- Museu de Arqueologia e Etnografia de Setúbal (Portogallo) espone oggetti che riguardano la filatura e la tessitura della lana e del lino[40].
- O Museu do Linho e do Milho di S. Mamede de Infesta (Portogallo) illustra le varie fasi della coltivazione del mais e del lino[41].
- Museu do Linho de Várzea de Calde (Portogallo) presenta le fasi della lavorazione del lino[42].
- Museu Vivo Engenho do Linho (Portogallo) presenta il ciclo di produzione del lino[43].
- Museo do linho di Vila Verde (Portogallo) espone attrezzature per la lavorazione del lino[44].
- Museu do Linho di Ribeira de Pena (Portogallo) illustra storia e tecnica della produzione del lino[45].
- Museo etnográfico del lino di Peñaparda (Spagna) offre la descrizione del processo di lavorazione del lino dalla semina alla filatura[46].
- Museo del lino di Zas (Spagna) espone, tra le varie attrezzature, un telaio del secolo XIX[47].

## In Italia
Nell’ambiente italiano il lino ha trovato situazioni favorevoli sia per la produzione di fibra tessile che di seme.
La grande industria liniera ebbe origine dopo il 1840, con l'impianto di opifici meccanici a Villa d'Almè e a Cassano d'Adda. Nel 1928, l'industria, che produce in misura inferiore alle esigenze del mercato, è accentrata specialmente in Lombardia, Veneto, Emilia e Campania.
Dopo aver raggiunto la massima espansione negli anni 1850-1870, quando occupava una superficie di 45.000-50.000 ha, il lino andò progressivamente perdendo terreno. L’affermazione di fibre naturali alternative al lino (cotone), e successivamente delle fibre sintetiche, fu alla base di declino, al quale dette un contributo decisivo anche l’arretratezza tecnica della linicoltura che, mancando di moderne strutture per la macerazione e la lavorazione, condotte per lo più a livello familiare, non seppe adeguarsi alle esigenze dell’industria, che richiedeva un prodotto di qualità, con caratteristiche specifiche uniformi.
Un importante tentativo di rilancio della coltivazione del lino ebbe luogo tra le due guerre: nel 1940 la produzione di paglia di lino raggiunse le 24.500 tonnellate, mentre le superfici investite raggiunsero complessivamente i 15.000 ha (fibra e olio). Questi successi non riuscirono tuttavia ad impedire il nuovo declino, che cominciò dopo la guerra.
Il territorio del paese di Linera, in provincia di Catania, prima della sua fondazione, fu adibito alla coltivazione del lino e da essa la contrada venne indicata, appunto, le "linerie". Con la fondazione del nucleo abitato, avvenuta agli inizi del XIX secolo, il paese ha assunto la denominazione attuale in ricordo di queste antiche coltivazioni.
La semina avviene normalmente ai primi di marzo, la raccolta dalla metà alla fine di maggio e proporzionalmente più tardi in regioni nordiche. Nel 2021 gli ettari coltivati erano 429, con una produzione di 9.294 quintali. La Toscana coltiva 315 ettari, il resto è coltivato nel Lazio, in Lombardia, Piemonte, Emilia Romagna e Veneto (dati ISTAT). La coltivazione del lino da fibra copre 16 ettari.